# Bonifatius VIII
Bonifatius VIII, född Benedetto Caetani omkring 1235 i Anagni, Kyrkostaten, död 11 oktober 1303 i Rom, var påve från den 24 december 1294 till sin död, den 11 oktober 1303. 

## Biografi
Benedictus Gaetani var son till Loffred, som ursprungligen tillhörde den spanska aristokratin men vars familj sedan länge var bosatt i Italien. Genom sin mor var han släkt med regenterna av Segni, varmed han var släkt med påvarna Innocentius III, Gregorius IX och Alexander IV. 
Han studerade i Todi, Spoleto, och troligen Paris, och doktorerade i kanonisk och civil rätt vid universitetet i Paris. År 1265 värvades han av påve Clemens IV som diplomat till England och elva år senare tog han plats i kurian, där han skaffade sig stort inflytande under det att han verkade som notarie. År 1281 upphöjdes han av Martin IV till kardinal (kardinaldiakon) med San Nicola in Carcere som diakonia. Tio år senare utsåg Nicolaus IV honom till kardinalpräst med Santi Silvestro e Martino ai Monti som titelkyrka. Han anlitades som legat till Frankrike och Sicilien, där han utmärkte sig för sin förmåga.

### Pontifikat
Bonifatius VIII uppsteg efter Celestinus V på påvestolen. Så gott som omedelbart efter hans tillträde som påve invecklade han sig i strid med regeringsmakterna i ett flertal europeiska länder.
Med Erik Menved i Danmark råkade han 1295 med anledning av ärkebiskop Jens Grands fängslande i en konflikt, som 1302 slutade med att kungen underkastade sig påven och förflyttade ärkebiskopen till Riga. Bonifatius VIII blandade sig även i tronstriderna i Ungern och Polen, i de inre förvecklingarna i Tyskland, liksom i kampen mellan England och Skottland. Särskilt bitter blev kampen med kungarna av England och Frankrike. Den gällde från början kungarnas rätt att beskatta prästerskapet; deras försök i denna riktning framkallade den 25 februari 1296 ett strängt påvligt förbud i bullan Clericis laicos. Edward I gav efter, men Filip IV av Frankrike svarade med ett förbud mot silverutförsel från Frankrike, en åtgärd som föranledde Bonifatius VIII till en inskränkande förklaring av nyssnämnda bulla. Under inflytande av medlemmarna av familjen Colonna, som var landsförvisade men väl mottagna av Filip med vilken Bonifatius VIII låg i fejd, försämrades emellertid snart åter ställningen, och 1301 bröt striden ut med full kraft. 

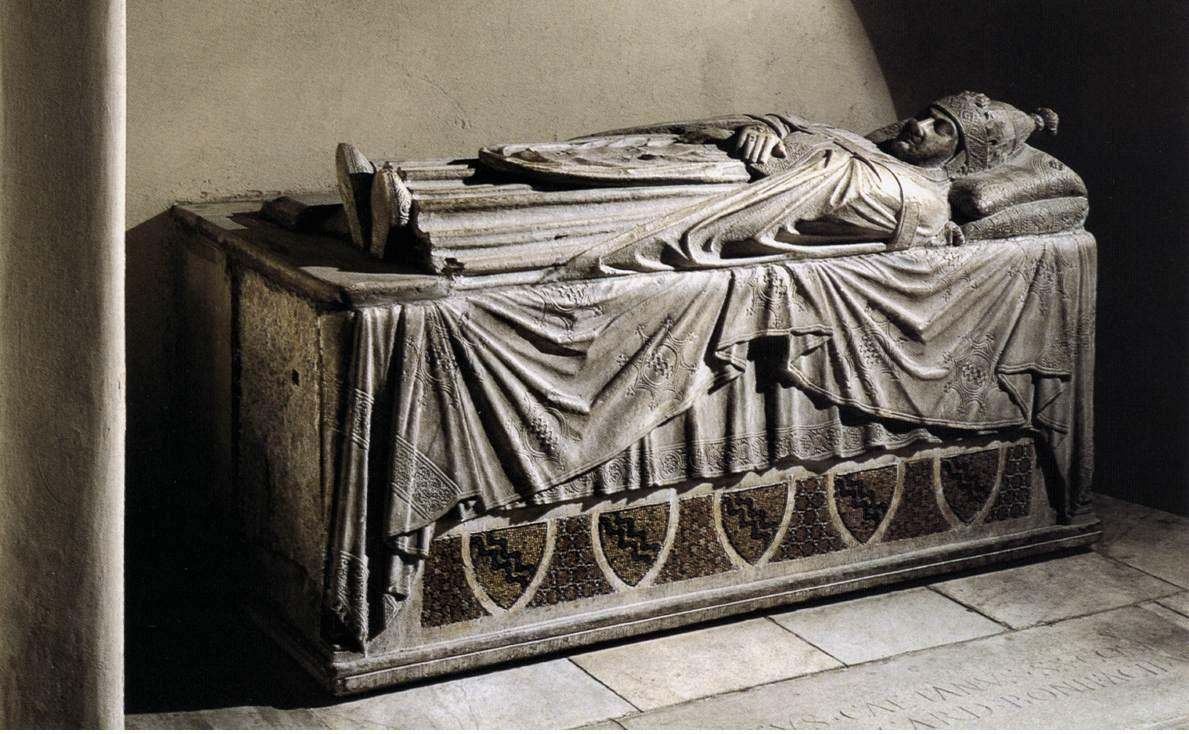
Bonifatius grav, utförd av Arnolfo di Cambio. Grotte Vaticane.

Bonifatius VIII:s redan förut höga föreställningar om påvestolens makt hade genom 1300 års jubelår stegrats till det omåttliga, och samtidigt hade det framställts förslag från fransk sida av Pierre Dubois om att påven skulle uteslutas från all världslig makt. Filip gav upphov till att striden bröt ut genom att låta döma och fängsla den påvlige legaten Bernhard av Saisset, biskop av Pamiers, för högförräderi till avsättning. Bonifatius VIII svarade med att inkalla det franska prästerskapet till en synod i Rom och där fördöma kungens handlande. Denne sammankallade då 1302 en riksdag till Paris, som tillförsäkrade honom sitt stöd. På den förutnämnda synoden i Rom, där trots kungens förbud en mängd franska präster infunnit sig, utfärdade då Bonifatius VIII den berömda bullan Unam sanctam, vari den påvliga suveränitetsteorin i sin mest tillspetsade form tog sig uttryck. 
Sedan en fransk herredag 1303 riktat de skarpaste anklagelser mot påven och beslutat att vädja inför honom att kalla till ett allmänt koncilium, ämnade Bonifatius VIII skrida till bannlysning. Bullan Super Petri solio låg redan utskriven, då, genom ett angrepp på Anagni av Guillaume de Nogaret och Sciarra Colonna, Bonifatius VIII blev tillfångatagen. Han befriades visserligen redan efter några dagar genom ett upplopp i staden och fördes av familjen Orsini till Rom, där han avled, i närvaro av åtta kardinaler, den 11 oktober 1303.

## Eftermäle
Bonifatius sarkofag är utförd i marmor av Arnolfo di Cambio, och finns i Peterskyrkans krypta. Begravningen ägde rum under en svår storm.
Bonifatius grundade universitetet Sapienza i Rom, och utmärkte sig som en beskyddare av konst i en utsträckning som ingen påve dittills visat. Han restaurerade Vatikanbiblioteket och vatikanska arkiven, samt ett flertal katedraler, basilikor och kyrkor, av högt kyrkligt och konstnärligt värde. Hans minne har fördunklats av att två betydande författare hade honom som sin svurne fiende: Jacopone da Todi och Dante Alighieri. Giovanni Villani har i motsats till dessa hyllat Bonifatius som den skickligaste kanonisten i sin samtid och för hans stora hjärta, men också påpekat att han var mer fruktad än älskad, arrogant och stolt, och öppet bedrev nepotism.